# Lully Miura

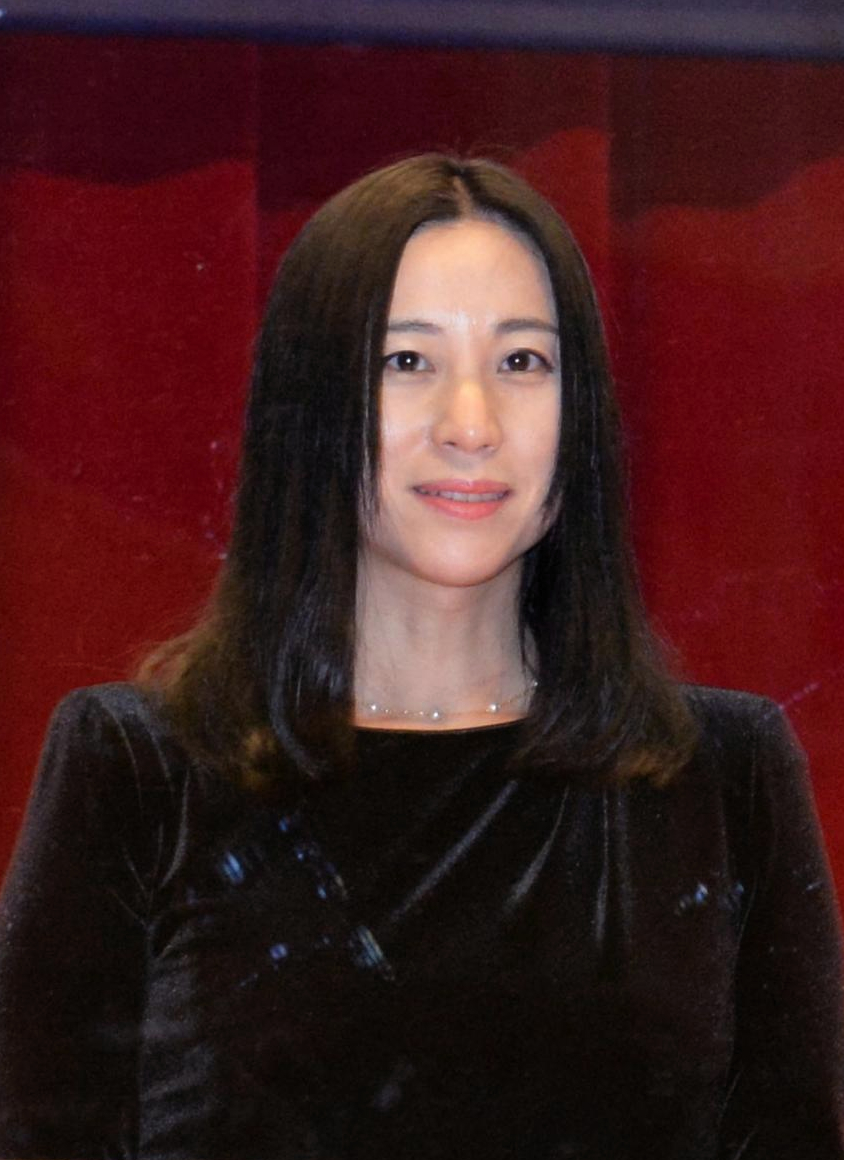
Lully Miura, presidente do Yamaneko Research Institute, Inc., discursou na cerimônia de formatura da Academia de Defesa Nacional na cidade de Yokosuka, província de Kanagawa, em 21 de março de 2021.

Ruri Lully Miura é uma académica japonesa da área de política internacional.

## Biografia
Miura formou-se na Universidade de Tóquio e na Escola de Pós-Graduação em Políticas Públicas (GraSPP), e completou um Ph.D. na Escola de Pós-Graduação em Direito e Política da Universidade de Tóquio. Foi pesquisadora do Instituto de Pesquisa de Políticas Alternativas (PARI) da Universidade de Tóquio até 2013, quando foi nomeada conferencista.
Miura fundou o seu próprio think tank, o Yamaneko Research Institute, Inc.